# St. Vitus (Bechtenrot)

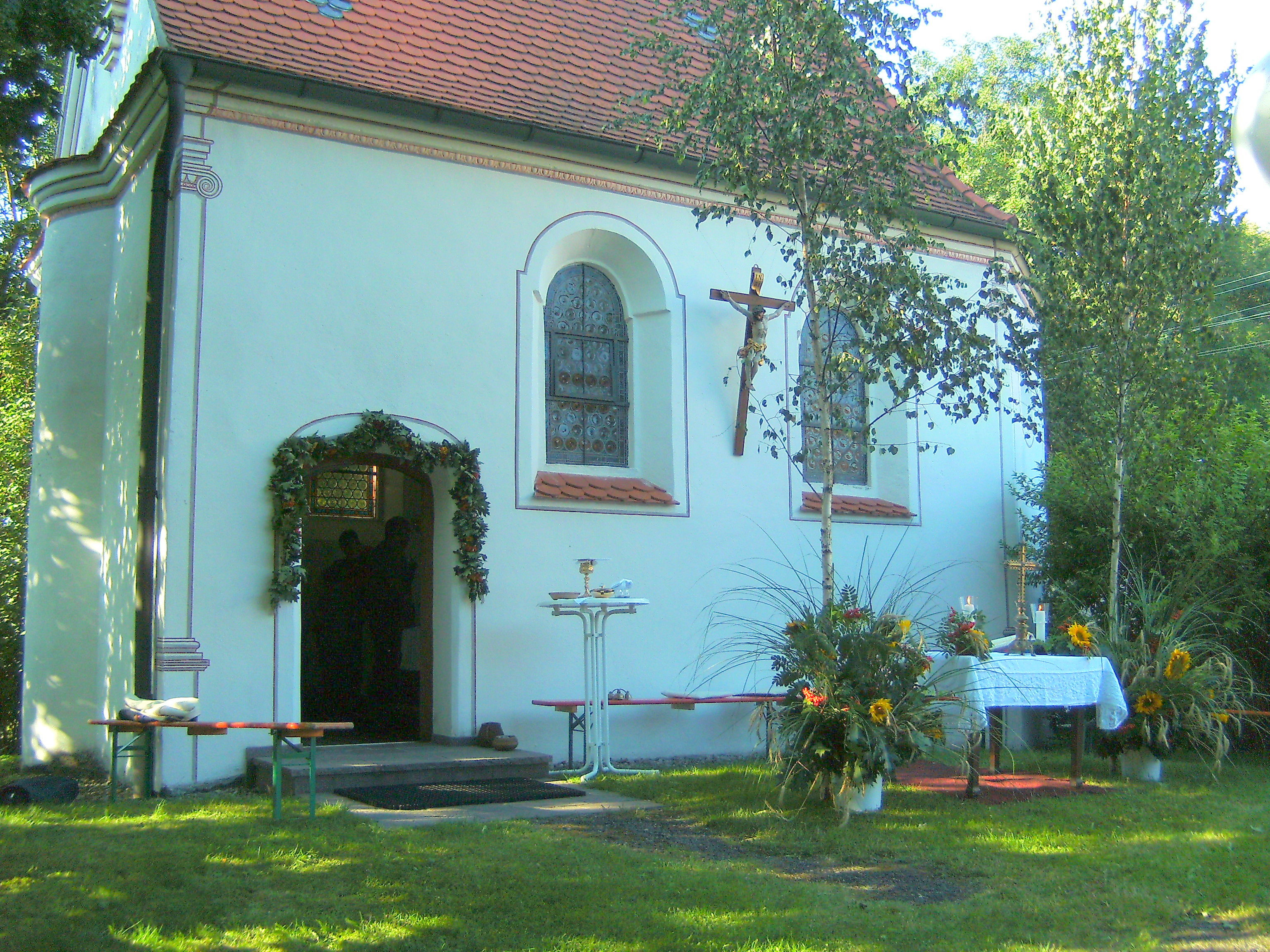
Kapelle St. Vitus (2008)

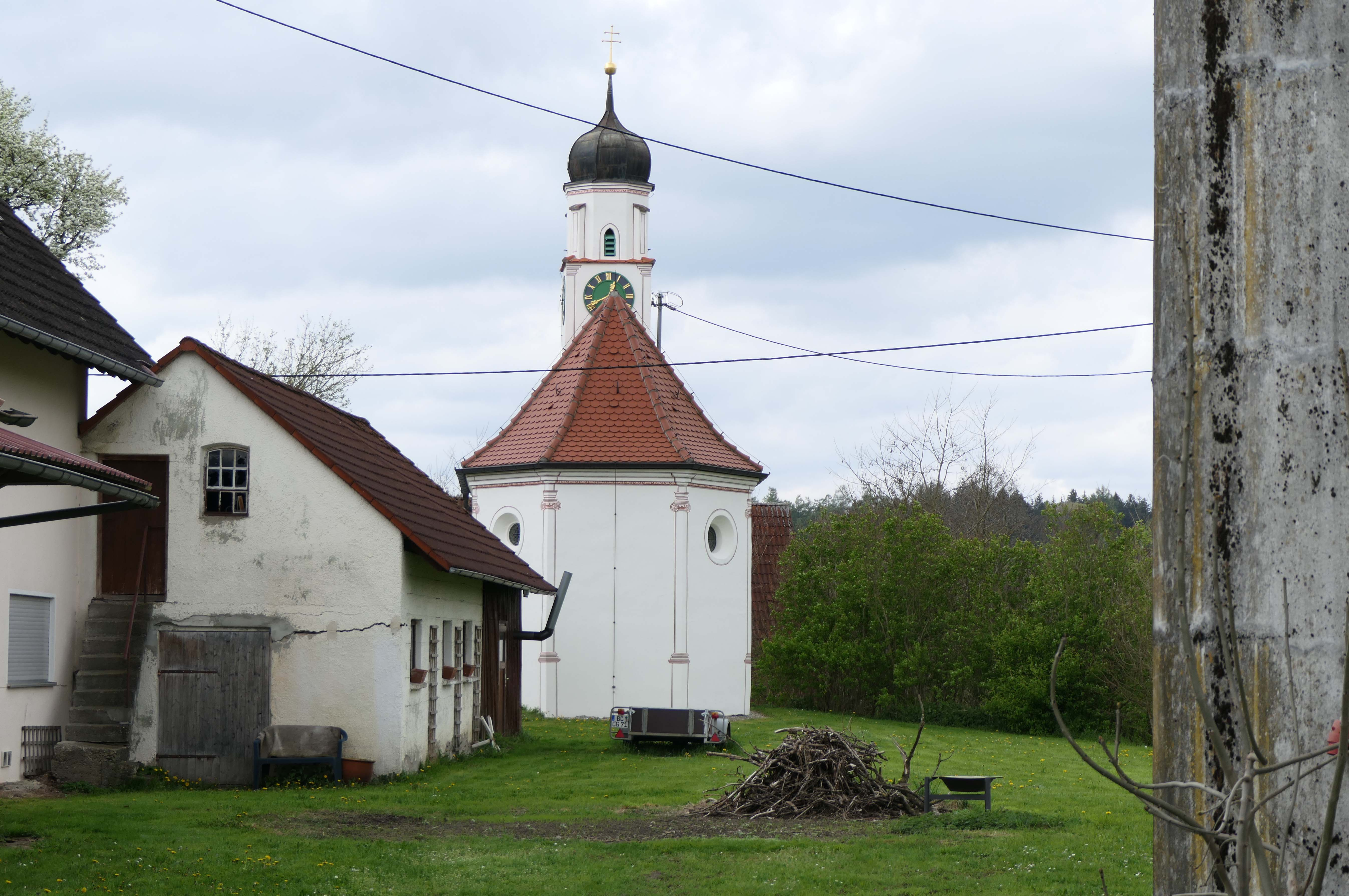
Kapelle St. Vitus in Bechtenrot von Osten

St. Vitus ist eine Kapelle in Bechtenrot, einem Teilort von Erolzheim im Landkreis Biberach in Oberschwaben. Sie liegt etwas versteckt in der Nähe des zur Rot führenden Rotweges.

## Beschreibung
Die Kapelle wurde im Jahre 1407 während der Amtszeit von Abt Nikolaus Faber geweiht. Der geostete, einschiffige, biberschwanzgedeckte Sakralbau hat einen westlichen Dachreiter mit Haube, unter der eine Glocke hängt. Der Chor endet in einem Dreiachtelschluss. Die westseitige Fassade ist fensterlos; natürliches Licht erhält das Bauwerk über jeweils zwei Fenster im Schiff der Nord- und Südseite. Der Eingang des Gebäudes liegt auf der Südseite.
Im 18. Jahrhundert wurde der Innenraum im Stil des Barocks umgestaltet, unter anderem mit einem Deckengemälde zur Unbefleckten Empfängnis Mariens. Das Hochaltarblatt beschreibt eine Szene aus dem Leben des Heiligen Vitus.
1984/85 wurde die Kapelle zuletzt renoviert.
2008 feierte an der Kapelle Gebhard Fürst, der Bischof der Diözese Rottenburg-Stuttgart, ein Pontifikalamt als Feldgottesdienst.